# Beautiful Darkness
Beautiful Darkness – pierwszy album zespołu Tacere wydany w 2007 roku.

## Lista utworów
1. "Deep tears of tragedy" – 5:00
2. "I Devour" – 3:44
3. "Excursion" – 4:10
4. "Black Roses" – 3:56
5. "A voice in the dark" – 6:07
6. "Foes of the sun" – 3:54
7. "Phantasm" – 4:07
8. "Born of the ground" – 5:00
9. "Bitter, regressive" – 3:19
10. "Beyond Silence" – 0:36
11. "Beautiful Darkness" – 5:36
12. "Into your Dreams" – 4:59[1]

## Twórcy
- Helena Haaparanta – śpiew
- Karri Knuutila – śpiew, gitara elektryczna, gitara basowa i klawisze
- Jarno "Jake" Vanhanen – perkusja
- Janne Salminen – keyboard[1]